# Robert Diligent
Robert Diligent (Roubaix, 16 de junio de 1924 – Niza, 3 de enero de 2014) fue un periodista francés. Comenzó su carrera periodística en 1959 y fue conocido por ser uno de los miembros fundadores de Télé Luxemburg. Se retiró en 1993. Robert Diligent murió el 3 de enero de 2014 a los 89 años.